# Grant Boswell
Grant Boswell (12 september 1976) is een Amerikaanse triatleet. Hij nam deel aan verschillende Ironman's.
In 1984 behaalde een derde plek op de Ironman Hawaï. Met een tijd van 9:23.55 eindigde hij achter Dave Scott (goud; 8:54.20) en Scott Tinley (zilver; 9:18.45). Zijn tussentijden waren zwemmen 53.07, fietsen 5:15.04 en lopen 3:15.44. Het jaar erop won hij de Ironman Australia, die dat jaar voor het eerst werd georganiseerd, in 9:53:45. 

## Belangrijkste prestaties

### triatlon
- 1984:  Ironman Hawaï - 9:23.55
- 1985:  Ironman Australia - 9:53.45
- 1999: 12e triatlon van Aboyne